# Fatou Bensouda
Fatou Bensouda (ur. 31 stycznia 1961) – gambijska prokurator, wiceprokurator Międzynarodowego Trybunału Karnego.
W latach 1998–2000 prokurator generalny i minister sprawiedliwości Gambii.
8 września 2003 została wybrana przez Zgromadzenie Państw-Stron Statutu Międzynarodowego Trybunału Karnego na wiceprokuratora MTK, szefa Wydziału Oskarżeń Biura Prokuratora (ang. Prosecution Division), zdobywając 58 na 78 głosów. Zaprzysiężona 1 listopada 2003.
15 czerwca 2012 została zaprzysiężona na nowego prokuratora głównego MTK, zastępując na tym stanowisku Luisa Moreno-Ocampo.